# Papaipema fluxa
Papaipema fluxa là một loài bướm đêm trong họ Noctuidae.